# Padalcowa Góra
Padalcowa Góra – wzniesienie na Roztoczu Środkowym po wschodniej stronie zabudowanego obszaru miasta Zwierzyniec w województwie lubelskim, w powiecie zamojskim i po wschodniej stronie rzeki Wieprz. Ma dwa wierzchołki: północny 275 m i południowy 283 m. Na wyższym z nich jest znak geodezyjny.
Padalcowa Góra jest całkowicie porośnięta lasem. Przez jej szczyt biegnie granica Roztoczańskiego Parku Narodowego – należą do niego północno-wschodnie stoki wzniesienia.